# Relaciones España-Nepal
Las relaciones España-Nepal son las relaciones bilaterales entre estos dos países. Nepal esta acreditada ante España desde su embajada en París, Francia. España esta acreditada ante Nepal desde su embajada en Nueva Deli, India.

## Relaciones diplomáticas
Nepal mantiene relaciones diplomáticas plenas con España desde el 14 de mayo de 1968, sin embargo la falta de contactos y visitas de alto nivel en los últimos años, así como la práctica inexistencia de relaciones económicas y comerciales hace que las relaciones bilaterales no tengan un amplio contenido.
El 19 de septiembre de 1983, los Reyes de Nepal realizaron una visita de Estado a Madrid, acompañados del Ministro de Asuntos Exteriores, Padma Bahadur Khatri. Bahadur se entrevistó con su homólogo español, Fernando Morán. Los Reyes de España, acompañados por la Infanta Cristina, y el ministro de Asuntos Exteriores, Francisco Fernández Ordóñez, viajaron a Nepal del 22 al 25 de noviembre de 1987.
El Ministro de Turismo, Cultura y Aviación Civil de Nepal, Prithvi Suba Gurung, visitó España a mediados de noviembre de 2007 con el objetivo de fomentar las relaciones comerciales y contactar con inversores españoles, principalmente del sector turístico. Pampha Bhusal, Ministra nepalí de Asuntos Sociales, viajó a Madrid a principios de 2008 donde se interesó por el funcionamiento de los centros de menores del Gobierno regional y mostró interés por los 74 menores nepalíes adoptados desde 2003 familias madrileñas.
De acuerdo con la iniciativa de profundización de las relaciones con Nepal, el Plan de Acción hacia Asia y Pacífico en su tercer periodo 2008-2012 busca intensificar contactos políticos con el nuevo Gobierno y autoridades de Nepal. Además se estudia también la viabilidad de que AECID financie un proyecto de cooperación en materia de apoyo a la infancia y/o promoción de la mujer, que presentaría el Fondo para la Población de las Naciones Unidas, con oficina en Katmandú, con el apoyo del Ministerio de la Mujer, la Infancia y el Bienestar Social de Nepal; en este sentido se ha pedido a Naciones Unidas que presente un proyecto. Además dada la importancia que en los últimos años han adquirido las adopciones por parte de españoles en Nepal, y la colaboración mostrada por las autoridades nepalíes, parece oportuno la realización de un proyecto de cooperación en la materia, máxime
teniendo en cuenta que Nepal precisa de cooperación exterior para hacer frente a la situación de pobreza generalizada existente.
En cuanto a las labores de diplomacia pública, se incluye en el programa el envío de una misión de Amistad de Casa Asia, consistente en la visita de una delegación con el objetivo de establecer contactos y dar pasos para lograr un mayor vínculo con las sociedades civiles de dicho país.

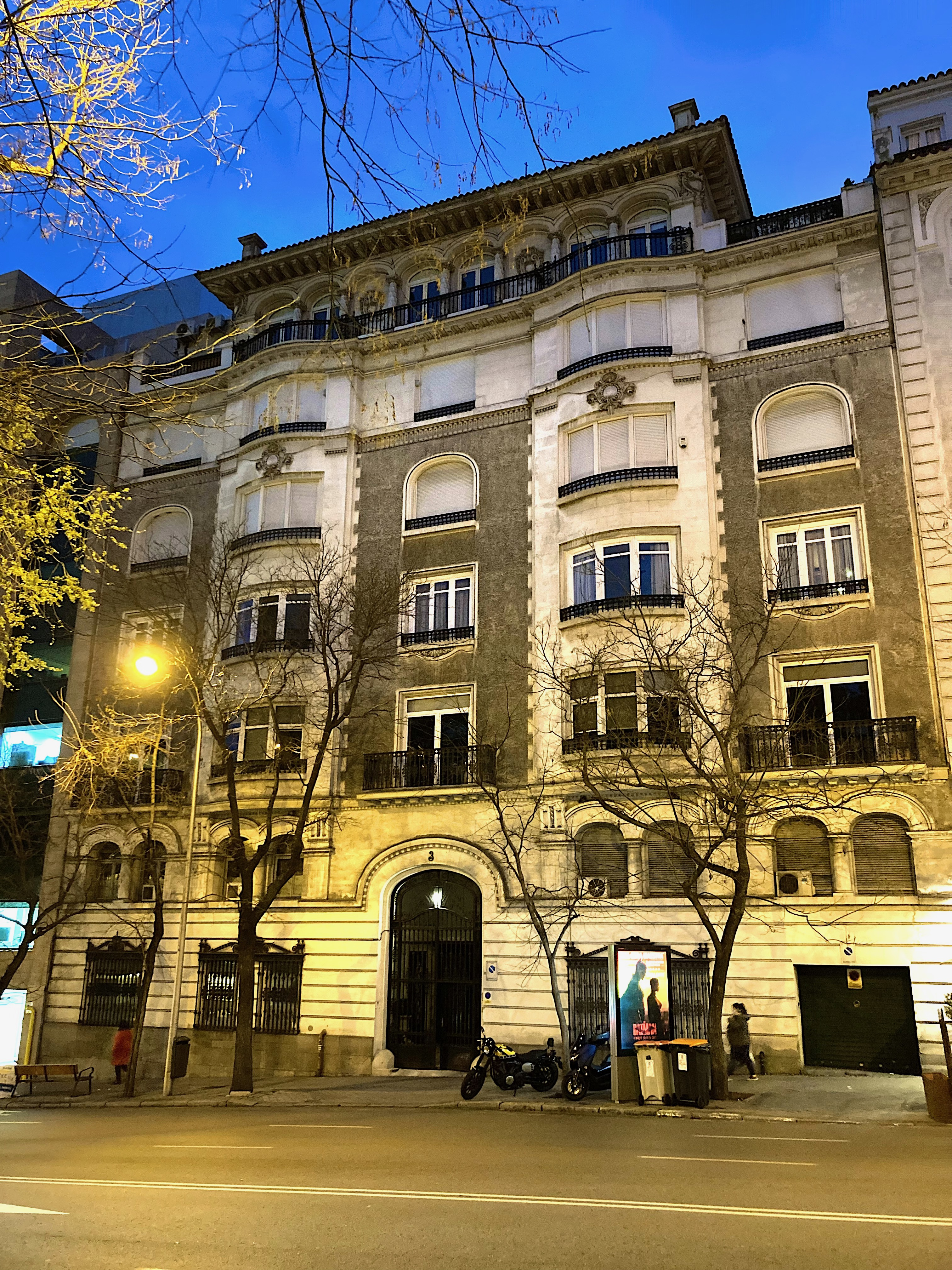
Fachada del edificio que alberga la Embajada de Nepal en Madrid

## Relaciones económicas
El PIB de Nepal creación en 2012 un 4,6%, hasta alcanzar los 19.460 millones de dólares, frente a 18,1 millardos del año anterior. Dada su población de 26,6 millones de habitantes, la renta per cápita en 2012 fue de 1.300 dólares aprox. El sector exterior ha ido equilibrándose en los últimos años hasta alcanzar un equilibro (ligero superávit) en la balanza por cuenta corriente.
Respecto a la distribución sectorial del PIB, puede decirse que se trata de una economía eminentemente agraria, ya que la agricultura supone un tercio del PIB pero emplea a más de dos tercios de la población activa. Se trata también de una economía muy dependiente del turismo y de las remesas de los emigrantes nepalíes.
Los servicios agrupados en “Comercio, hoteles y restaurantes, transporte y comunicaciones”, suponen un 24,4% del PIB mientras que los servicios “financieros e inmobiliarios” representan el 12,4% del PIB y los “servicios sociales” el 10,4%. En cuanto al sector industrial, es de destacar su escaso peso en la economía del país.
Manufacturas y construcción suponen el 6,4% y el 6,1% del PIB respectivamente. Los difíciles momentos políticos que está atravesando Nepal tienen su reflejo en la economía del país, con graves desequilibrios en todos los órdenes. Desde el punto de vista interno destaca su elevado desempleo (que ha propiciado un aumento de la emigración: se estima que unos 700.000 nepalíes trabajan fuera del país, los cuales envían al país remesas por valor de unos 1.000 millones de dólares), su baja tasa de crecimiento, teniendo en cuenta que se trata de un país en desarrollo, y su elevada inflación.
En cuanto a los desequilibrios externos, Nepal presenta un fuerte déficit en la balanza de bienes que ha de ser siempre compensado con los ingresos provenientes del turismo y con las remesas de los emigrantes. En algunos años estas dos partidas servían para compensar el déficit en la balanza de bienes (2008), pero en 2009 no fueron suficientes y el déficit por cuenta corriente alcanzó los 437 millones de dólares.

## Cooperación
España no ha iniciado, por el momento, proyectos a nivel Gobierno central en el campo de la cooperación al desarrollo en Nepal. No hay implantada en el territorio indio una OTC que gestione la cooperación, ni tampoco agencias de cooperación regionales a nivel de comunidades autónomas. La cooperación española en el país se gestiona de forma multilateral a través de diferentes organismos internacionales que intervienen en los proyectos de cooperación existentes en Nepal, la mayor parte de los cuales están insertados dentro del sistema de la ONU. Son varios los organismos internacionales destinados a la cooperación en Nepal con participación española: PNUD, Fondo de población de las Naciones Unidas, UNIFEM, UNIDO, UNAIDS, UNESCO, UNICEF, ACNUR, FAO, Programa mundial de alimentos, OIT, Banco Mundial, FMI, Comité Internacional de la Cruz Roja. Además existen 9 ONGs españolas actuando en territorio nepalí.